# Viola mulfordiae
Viola mulfordiae är en violväxtart som beskrevs av Charles Louis Pollard. Viola mulfordiae ingår i släktet violer, och familjen violväxter. Inga underarter finns listade i Catalogue of Life.